# Accademia dell’Arcadia
Accademia dell’Arcadia – polska orkiestra barokowa, wywodząca się z Poznania, która upowszechnia kulturę muzyczną XVII i XVIII wieku. Orkiestra działa nieprzerwanie od 2001 roku i ma na swoim koncie liczne koncerty oraz bogatą dyskografię. Pierwotnie orkiestra występowała pod nazwą Cameralis.
Podstawowym założeniem orkiestry jest prezentowanie muzyki dawnej w szerokiej perspektywie obrzędowości, obyczajowości, teatru i historii. Zespół wpisuje się w nurt wykonawstwa historycznego, muzycy dysponują oryginalnymi instrumentami z XVII i XVIII wieku lub ich wiernymi kopiami, posługują się także dawną techniką wykonawczą i dbają o jednolitość stylistyczną i brzmieniową swoich prezentacji.

## Pochodzenie nazwy
Nazwa zespołu Accademia dell’Arcadia nawiązuje bezpośrednio do stowarzyszenia literacko-muzycznego, którego początki sięgają drugiej połowy XVII wieku. Jednak korzenie tej nazwy tkwią w Antyku: Arkadia to historyczna kraina na Peloponezie, opiewana przez poetów jako kraj szczęśliwych pasterzy.
Trzej pasterze/założyciele Accademii to Michał Grześkowiak, Piotr Podlipniak i Maciej Prochaska.

## Działalność

### Muzyka w dawnej Wielkopolsce
Orkiestra zainaugurowała swoją działalność na Zamku Królewskim w Warszawie w 2001. W następnym roku orkiestra pragnąc mieć swój wkład w obchodach 750-lecia lokacji miasta Poznania, rozpoczęła we wrześniu cykl poświęcony „muzyce ożywionej” Muzyka w Dawnej Wielkopolsce, który jest kontynuowany po dziś dzień. Zadaniem cyklu jest ukazanie obrazu życia muzycznego Polski przełomu XVII i XVIII wieku. Orkiestra w ramach cyklu daje kilka koncertów rocznie, które każdorazowo ściągają liczną grupę poznańskich miłośników muzyki dawnej. W 2010 w Kronice Miasta Poznania zamieszczono artykuł poświęcony orkiestrze.

### Festiwal Haendlowski
Stałym projektem orkiestry jest Festiwal Haendlowski, zainaugurowany w 2009 i kontynuowany w 2010. Artystyczną pieczę nad nim sprawuje włoski kontratenor i dyrygent Roberto Balconi, jeden z ambasadorów Poznania w staraniach o uzyskanie tytułu Europejskiej Stolicy Kultury. W 2010 najważniejszym wydarzeniem festiwalu było koncertowe wykonanie semi-opery Alceste.

### Musica Restituta
Unikatowy projekt nagraniowy obejmujący cykl płyt CD, na których utrwalane są kompozycje nieznane bądź zapomniane. Utwory znajdujące się na płytach opracowywane są z przekazów rękopiśmiennych przez poznańskich muzykologów. Kompozycje dobierane są tak by, przybliżyć współczesnemu odbiorcy zarówno repertuar polskich kapel kościelnych i dworskich, jak i pokazać źródła inspiracji dla polskich kompozytorów XVII i XVIII wieku. W ramach cyklu ukazało się do tej pory 7 płyt.

### Nasza muzyka
W 2006 orkiestra wraz z Wojewódzką Biblioteką Publiczną przeprowadziła projekt o nazwie „Nasza Muzyka”. Projekt obejmował cykl warsztatów poświęconych sztuce wykonawczej muzyki dawnej realizowanych przez członków orkiestry Accademia dell’Arcadia, a prowadzonych dla uczniów szkół muzycznych w Wielkopolsce. Młodzi adepci sztuki dźwięku mieli możliwość osobistego kontaktu z wykonawstwem historycznym także podczas koncertów Arcadii. Uczniowie wykonywali wybrane kompozycje wspólnie z gronem muzyków, specjalizujących się w interpretacji dawnych dzieł. Finałowy koncert warsztatów zatytułowany „Muzyczne skarby Wielkopolski” odbył się z udziałem chóru Stefana Stuligrosza i pod jego dyrekcją. Jako materiał muzyczny dla nauki interpretacji muzyki dawnej posłużyły kompozycje polskich autorów zachowane w wielkopolskich archiwach kościelnych.

### Występy gościnne
Orkiestra rokrocznie występuje w ramach „Wielkiego Tygodnia u Franciszkanów”. W 2002 wraz z chórem Dominicantes wykonała rekonstrukcję barokowej Ciemnej Jutrzni, w czasie której zaprezentowane zostały Sonaty Arcangelo Corellego oraz Leçons de ténèbres François Couperin. Orkiestra swoją obecnością uświetnia także wrześniowe obchody „Tygodnia Maryjnego”.
Accademia dell’Arcadia w 2010 wystąpiła w ramach Festiwalu Muzyki Oratoryjnej „Musica Sacromontana” w Gostyniu, wykonując wraz z zespołem śpiewaków „Camerata Silesia” Litanię F-dur Józefa Zeidlera oraz oratorium Mesjasz Georga Friedricha Haendla.

## Skład
Zrąb zespołu tworzą poznańscy muzycy, którzy swoje teoretyczne wykształcenie łączą z wieloletnim doświadczeniem praktycznym. Wykonują muzykę dawną zgodnie z nurtem wykonawstwa historycznego i z zachowaniem oryginalnego brzmienia instrumentów.

Filar orkiestry stanowią: Michał Grześkowiak, Piotr Podlipniak i Maciej Prochaska wraz z innymi muzycznymi osobowościami: Dyrygenci: Zbigniew Pilch, Roberto Balconi, Dymitr Olszewski, Bartłomiej Stankowiak, Marek Toporowski, Hans Schnorr.

## Dyskografia
- Musica Restituta I

Symfonie z XVIII-wiecznej Wielkopolski

Antoni Fengler (1745-1786), Carl Friedrich Abel (1723-1787), Joannes Ordentz (II poł. XVIII w.), Feyer (II poł. XVIII w.), Wojciech Dankowski (ok. 1760-ok.1810)

Accademia dell’Arcadia & Dymitr Olszewski

ACC 01/2004
- Musica Restituta II

Benedykt Cichoszewski

Kantata o św. Michale Archaniele, Motetto de Beata Maria Virgine, Vesperes de Beata Maria Virgine

Accademia dell’Arcadia & Marek Toporowski

ACC 01/2005
- Musica Restituta III

Kantaty & Motety

Benedykt Cichoszewski (?-1738), Maciej Bocheński, Wojciech Dankowski (ok. 1760-1810), Karol Pietrowski (II poł. XVIII w.), Mentzel (II poł. XVIII w.)

Accademia dell’Arcadia & Marek Toporowski

ACC 01/2006
- Musica Restituta IV

Missa in Nativitate Domini – Msza staropolska na Boże Narodzenie

Antoni Fengler (1745-1786), A[ntoni] Haczewski (II poł. XVIII w.), Wojciech Dankowski (ok. 1760-1810)

Accademia dell’Arcadia & Bartłomiej Stankowiak

ACC 01/2007
- Musica Restituta V

Sarmatia triumphans

Bartłomiej Pękiel (?-1670), Jean-Baptiste Lully (1632-1687), Johann Adolf Hasse (1699-1783, Maciej Radziwiłł (1749-1800)], Johann David Holland

Accademia dell’Arcadia & Bartłomiej Stankowiak

ACC 01/2008
- Musica Restituta VI

Saska bombonierka

Jean-Baptiste Lully (1632-1687), Tommaso Albinoni 1671-1751), Jean Philippe Rameau (1683-1764, Johann Gottlieb Graun (1703-1771), Johann Adolf Hasse (1699-1783

Accademia dell’Arcadia & Bartłomiej Stankowiak

ACC 01/2009
- Musica Restituta VII

Les Deux Chasseurs et la Laitière – Dwóch strzelców i mleczarka

Egidio Romualdo Duni (1708-1775), Michał Orłowski

Accademia dell’Arcadia & Roberto Balconi

ACC 01/2010
- Musica Restituta VIII

Les Moissonneurs – Żniwiarze

Egidio Romualdo Duni (1708-1775),

Accademia dell’Arcadia & Bartłomiej Stankowiak

ACC 01/2011
- Jasnogórska Muzyka Dawna vol. 26

O. Amando Ivančić

Accademia dell’Arcadia & Bartłomiej Stankowiak

MCCD 26
- Jasnogórska Muzyka Dawna vol. 35

O. Amando Ivančić

Accademia dell’Arcadia & Bartłomiej Stankowiak

MCCD 35
- Jasnogórska Muzyka Dawna vol. 39

O. Amando Ivančić

Accademia dell’Arcadia & Bartłomiej Stankowiak

MCCD 39